# Ora X: Pattuglia suicida
Pour plus de détails, voir Fiche technique et Distribution.
Ora X: Pattuglia suicida est un film de guerre italien réalisé par Gaetano Quartararo et sorti en 1969.

## Synopsis
Un commando américain, chargé de détruire un puissant émetteur-récepteur nazi, y parvient mais le groupe est décimé lors d'une action ultérieure visant à sauver un groupe d'otages.

## Fiche technique
- Titre original : Ora X: Pattuglia suicida[1]
- Réalisation : Gaetano Quartararo
- Scénario : Gaetano Quartararo, Alberto Salvatori, Stelio Tanzini, Enrico Schiavo
- Photographie : Gianni Raffaldi
- Montage : Mauro Contini
- Musique : Gioacchino Angelo
- Effets spéciaux : Battistelli
- Costumes : Francesca Romana Cofano
- Sociétés de production : South West Europe Films, Nori Film
- Pays de production :  Italie
- Langue originale : italien
- Format : couleurs
- Genre : Film de guerre
- Durée : 85 minutes
- Dates de sortie : 
  - Italie : 20 juillet 1969

## Distribution
- Pierre Richard : Capitaine Robert Stuart
- Massimo Righi (sous le nom de « Max Dean ») : Richard
- Gordon Mitchell : Sergent Smith
- Umberto Raho (sous le nom de « Umi Raho ») : le père Valente
- Katia Moguy : Helga Mauris
- Tino Bianchi : le professeur
- Sara Ross : Miriam
- Luciano Catenacci (sous le nom de « Luciano Lorcas ») : Jimmy
- Jacques Stany (sous le nom de « Jacques Stanislanski ») : Capitaine Klaus Steinberg
- Fedele Gentile : le médecin du district
- Gilberto Mazzi : le colonel allemand
- Tomas Picò : George
- Ennio Pagliani (sous le nom de « Steve Bogart ») : le caporal Lewis
- Willy Brown : Willy
- Mauro Mannatrizio : Peter
- Stelio Tanzini
- Gianni Milito
- Giacomo Ricci
- Lorenzo Artale
- Fabio De Acevedo
- Roberto Gentile

## Production
Le film a été entièrement tourné au Monte Argentario, principalement à Porto Santo Stefano et au convento della Presentazione al Tempio (it).